# Sân bay Vũng Tàu
Sân bay Vũng Tàu là một sân bay trực thăng và dân sự ở Phường Vũng Tàu, Thành Phố Hồ Chí Minh (Trước kia là Thành Phố Vũng Tàu, tỉnh Bà Rịa-Vũng Tàu )

## Điều kiện sân bãi
Sân bay có 2 đường băng. Đường băng 36/18 dài 1800 m, có thể tiếp nhận các loại máy bay nhỏ như DC-3 và An-38. Đường băng 30/12 dài 600m dùng cho trực thăng.

## Khai thác
Hiện tại, sân bay này đang được Công ty Trực thăng Miền Nam (Bộ Quốc phòng) quản lý và khai thác cho các chuyến bay trực thăng phục vụ các hoạt động thăm dò và khai thác dầu khí.
Trước đây, hãng VASCO có khai thác các chuyến bay chở khách đến đây, nhưng đã tạm ngừng chỉ sau một thời gian ngắn do sân bay không đáp ứng được về điều kiện sân bãi.